# Boësses
Boësses ist eine französische Gemeinde mit 379 Einwohnern (Stand: 1. Januar 2022) im Département Loiret in der Region Centre-Val de Loire. Sie gehört zum Arrondissement Pithiviers und zum Kanton Le Malesherbois. 
Sie grenzt im Norden an Échilleuses, im Osten an Beaumont-du-Gâtinais, im Süden an Gaubertin und im Westen an Givraines.

## Bevölkerungsentwicklung
| Jahr      | 1962 | 1968 | 1975 | 1982 | 1990 | 1999 | 2008 | 2018 |
| --------- | ---- | ---- | ---- | ---- | ---- | ---- | ---- | ---- |
| Einwohner | 353  | 330  | 321  | 287  | 308  | 351  | 376  | 377  |

## Sehenswürdigkeiten
- Kirche Saint-Germain mit Teilen aus dem 12. Jahrhundert, Monument historique[1]

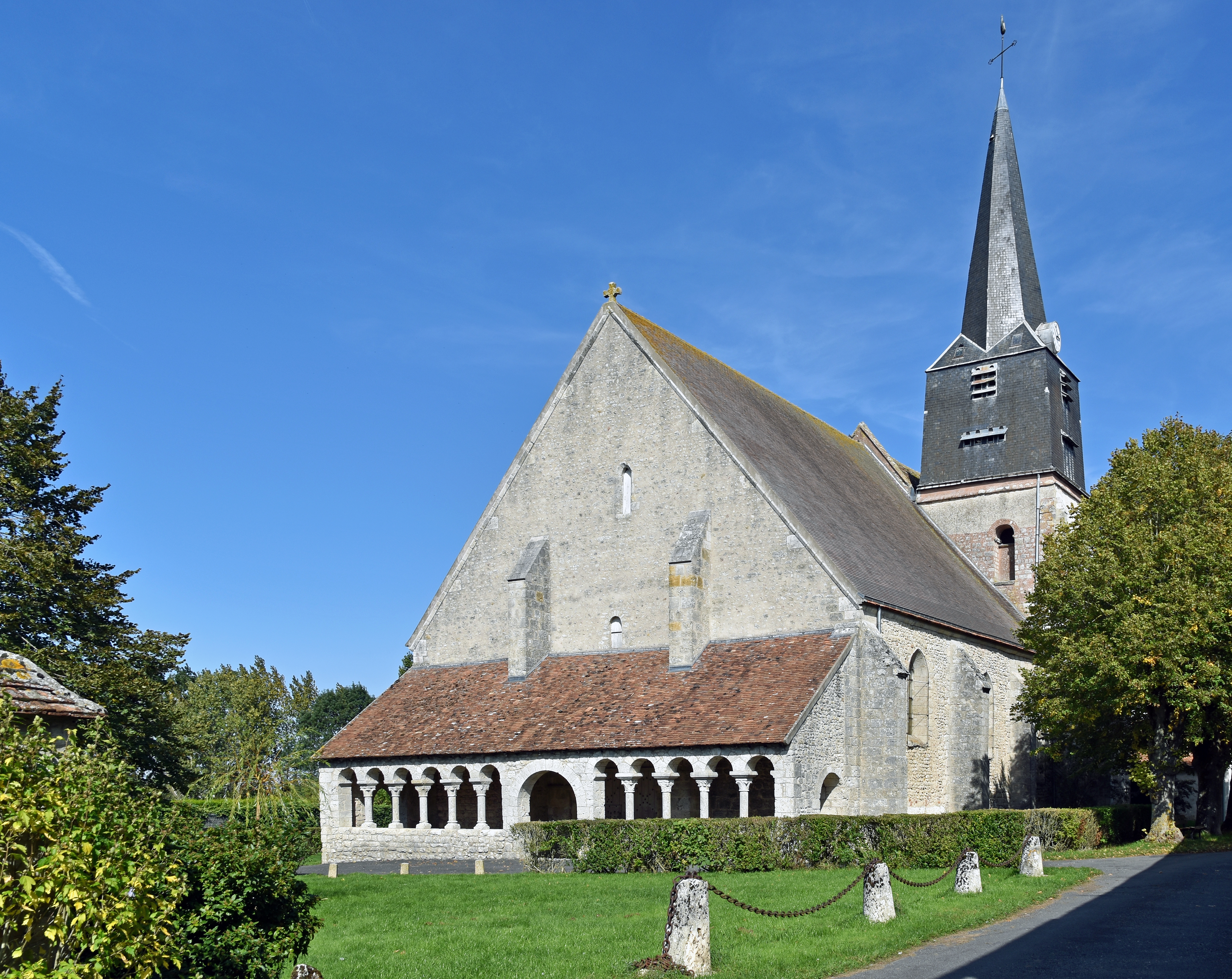
Kirche Saint-Germain